# Javad Davari
Javad Davari (* 25. April 1983 in Isfahan)  (persisch جواد داوری) ist ein iranischer Basketballspieler und Teilnehmer der Olympischen Sommerspiele 2008 in Peking.
Als professioneller Basketballer spielt er als Point Guard für Petrochimi Bandar Imam BC und die iranische Basketballnationalmannschaft. Bevor er zu Petrochimi wechselte, spielte Davari bei Zob Ahan Esfahan BC.

## Spielerprofil
- Größe: 185 cm
- Gewicht: 76 kg